# 朝香宮鳩彥王
朝香宮鳩彥王（日语：／ Asaka-no-miya Yasuhiko，1887年10月20日—1981年4月12日），日本皇族与军人，1906年被明治天皇赐予朝香宮的宫号，是南京大屠杀责任人之一，但因其是日本皇室成員，故第二次世界大战之後並未被送上軍事法庭。

## 生平

### 早年经历
朝香宮鳩彥王是皇室遠親久邇宮朝彥親王八子，祖父為伏見宮邦家親王。1908年5月27日毕业于陆军士官学校，1910年与明治天皇的皇女—富美宮允子內親王结婚。同年12月25日授予步兵少尉军衔，任近卫步兵第2联队附。1914年11月27日毕业于陆军大学校第26期。步兵第61联队中队长，近卫步兵第3联队附，参谋本部附，1917年10月31日凭日本皇室的身份，仅是大尉就获颁了不少明治元老都没有的大勋位菊花大绶章。1921年步兵第1联队大队长，陆大附，1922年前往法国留学，并化名朝伯爵。1923年在巴黎近郊，堂兄北白川宮成久王驾驶的汽车发生事故，同乘的朝香背部受到创伤，此次车祸还让朝香的脑子受损，据在学习院初等科时与两王同级的作家里见淳回忆，稔彦王跟他说过：“朝香先生自从出了车祸后，脑子时不时地就不太清楚。”朝香因受伤疗养，在法国停留时间延长。疗养期间，朝香宫鸠彦学会了打高尔夫球，并终其一生的迷恋上了此项运动。据护士回忆，朝香每日会花大量的时间用于高尔夫球运动，虽背部有伤且脑子不太好使，但是对杆法却有独到的理解。朝香在法国留学后对于法国文化长久狂热，也给予其今后的人生产生影响。
朝香于1925年回到日本，同年8月晋升为上校，12月晋升为少将军衔，随后于1930年被任命为陆军大学校教官。1933年8月1日，被晋升为中将，负责指挥近卫第一师团。1935年12月，他被任命为军事参议院议官，而这使得朝香在裕仁天皇那里获得了非常有影响力的职位。然而，在1936年2月26日发生的二二六事件中，朝香宮鳩彥王向天皇施压，要求任命广田弘毅取代冈田启介，使其作為能被皇道派所接受的新首相。而朝香偏向皇道派的意识形态，导致与裕仁天皇之间的关系出现了裂痕。

### 参与中日战争
1937年日本发动七七事变后，中华民国与大日本帝国的全面战争爆发，朝香宫鸠彦王伪造昭和天皇的諭旨，在1937年8月5日违反国际战争法规，允许日本陆军对待中国俘虏不必遵守国际法。 

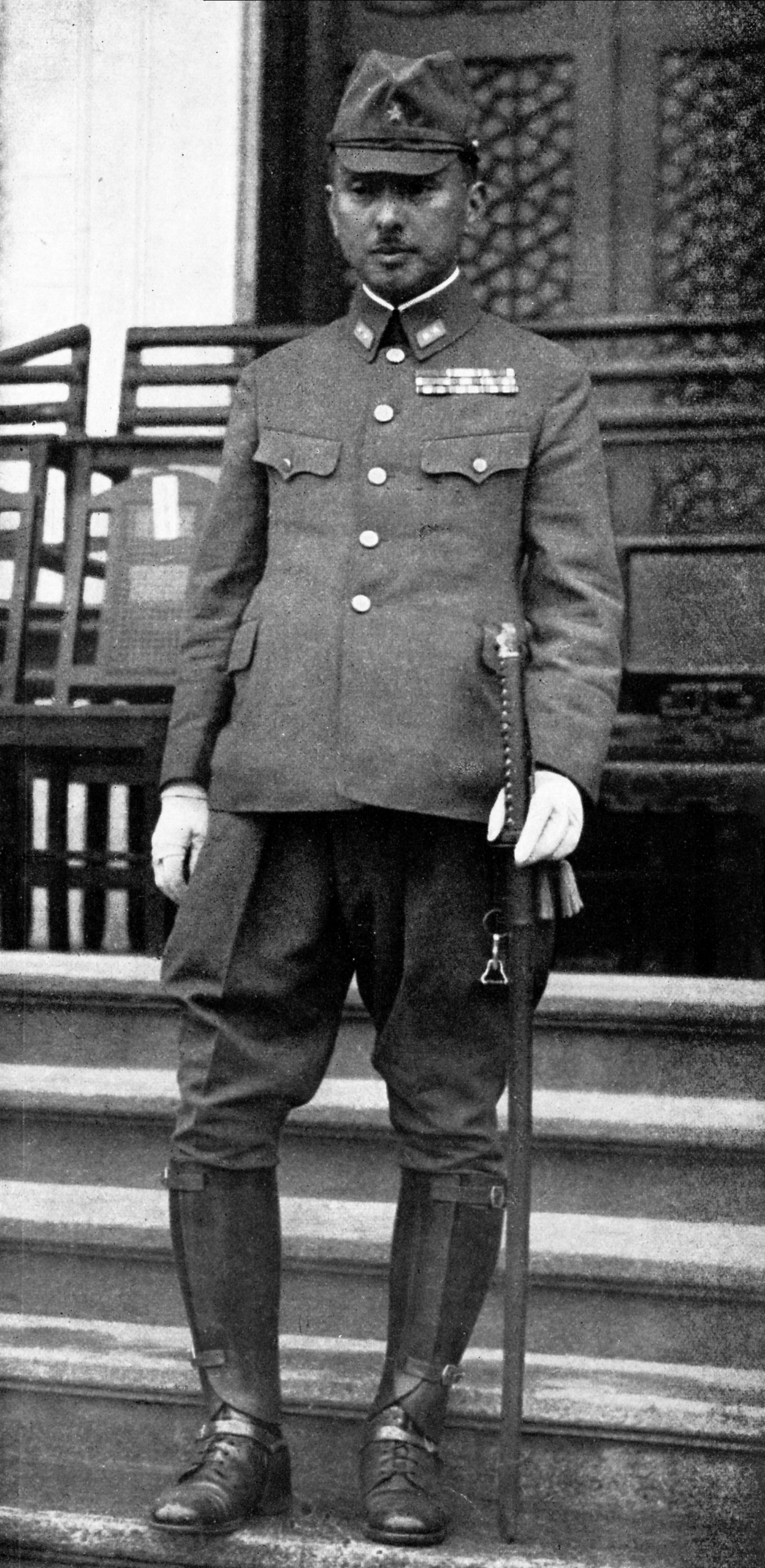
时任上海派遣軍司令官的朝香宮鳩彦王

11月，他在松井石根担任司令的中支那方面军编成内参加攻打南京的战役，並于12月2日担任上海派遣军司令；本来上海派遣军司令官是松井石根，但在中支那方面军成立后，松井石根担任总司令，于是方面军麾下的上海派遣军司令由朝香宫鸠彦王接任。12月10日，上午11点在日军要求国军投降遭拒后，日军在朝香宫鸠彦王指挥下向南京发起大规模进攻。上海派遣军编成内的第16师团占领苍波门、下麒麟门后朝附近之紫金山进击，12月13日早晨第16师团攻入中山门及太平门，随后在当日晚，日军彻底攻入南京，接着在日军攻下南京后的7个星期里，日军对南京市民及其投降的国军展开了南京大屠杀。有争议的看法认为，是朝香宮鳩彥王在军中颁布了“杀掉全部战俘人员”的命令后，造成南京大屠杀。對此有些作者聲稱纪录朝香宮鳩彥王亲自签署了“杀掉全部俘获人员”的命令，也有人声称是激进的陆军中佐長勇在朝香宮鳩彥王的授意下发布的这个命令，他是否知道後果還有些爭議。然而，即便是長勇或其他一線軍官私自发布这个命令，指挥官朝香宮鳩彥王并没有制止这历时两个月的大屠杀。至於負責上海進攻方向的松井石根本人，是在南京大屠杀开始之后幾日才到达南京，雖然同樣地他也沒有阻止。
据统计，朝香在南京所统领的第16师团，在数月时间内，屠杀了近16万中国军民，是其他师团加起来的几倍，《东京日日新闻》上著名的“百人斩比赛”的军官野田毅和向井敏明正是其第16师团的。随后日本政府在国际舆论中，引起轩然大波，被迫撤销了上海派遣军，1938年2月朝香宮鳩彥王被召回到日本。

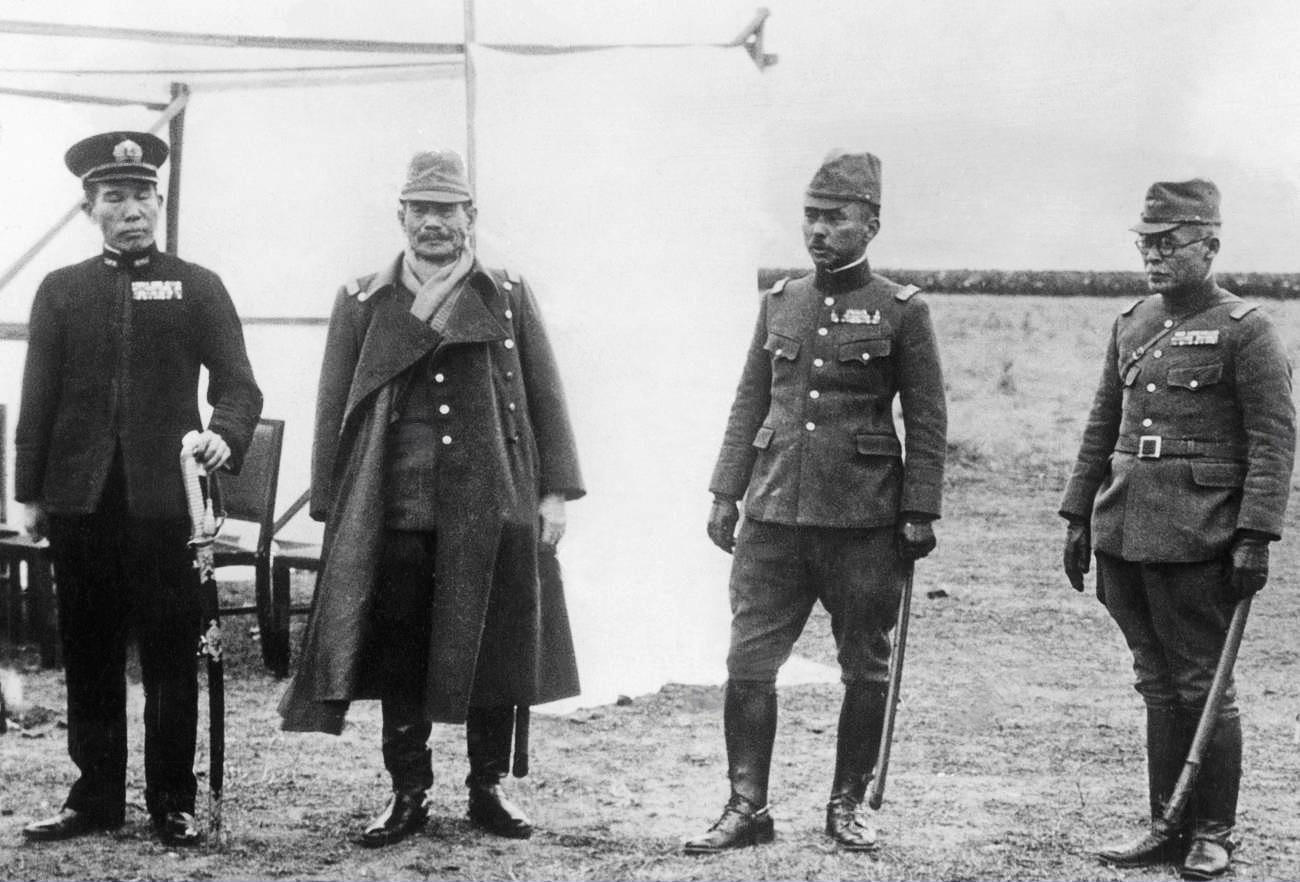
朝香宫鸠彦王（右二）日军攻陷南京后举办的死者纪念仪式合照

### 逃过审判
1939年朝香宮鳩彥王被晋升为大将但没有得到其他的军事任命。1944年由于日本状况越来越危急，朝香联合其他皇亲和前首相近卫文麿将时任首相的东条英机赶下台。
1945年8月15日大日本帝国宣布向同盟国无条件投降后，驻日盟军总司令就朝香宮鳩彥王参与南京大屠杀一事对他进行了讯问，但因宣仁親王的遊說以及麦克阿瑟决定对皇室做豁免，最终没有将他送交远东国际军事法庭起诉。南京大屠杀的一些主要罪行全部由松井石根所承担，雖然松井也有責任，但其亦被认为是做了朝香宫鸠彦王的主要替罪羊。

### 战后
雖然朝香宮鳩彥王沒有受到国际军事法庭的起诉，但在1947年其宮家成為被盟軍指示脱离皇籍貶為平民的11個宮家之一，改名為朝香鸠彦，他拒絕了為此提供補貼的一時金，同時他被公職追放。战后在东京白金台的朝香宮邸被没收，成为现在的东京都庭园美术馆。此后他移居至热海，并爱好于高尔夫球的生活，由于他對高尔夫球的熱愛在战前就很出名，因此他在1945年便已是东京高尔夫球俱乐部的名誉总裁。朝香曾投資股票和木材業，最後因為亏损而撤出。1951年12月18日信奉天主教並成為天主教徒 ，朝香是第一位信奉天主教的皇室成员，1981年4月12日在静冈县热海去世，享年93岁。

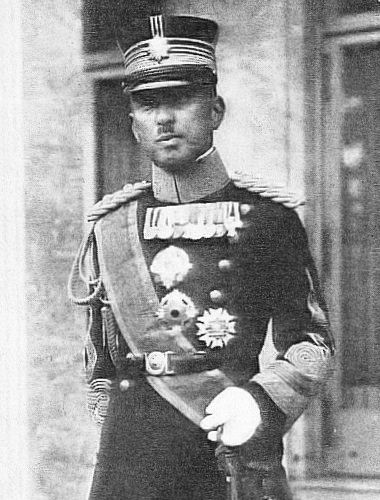
担任陆军中将时的朝香宮鳩彦王
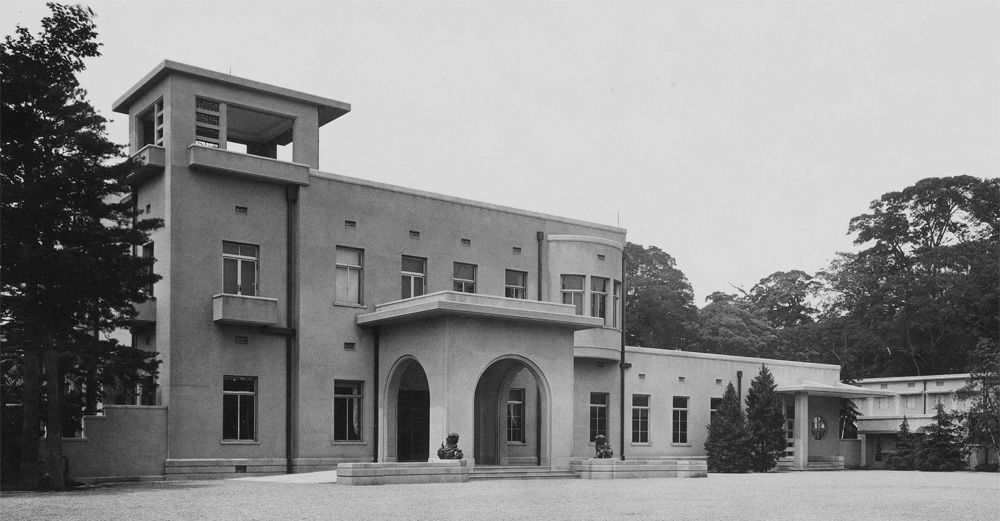
甫完工時的朝香宮邸
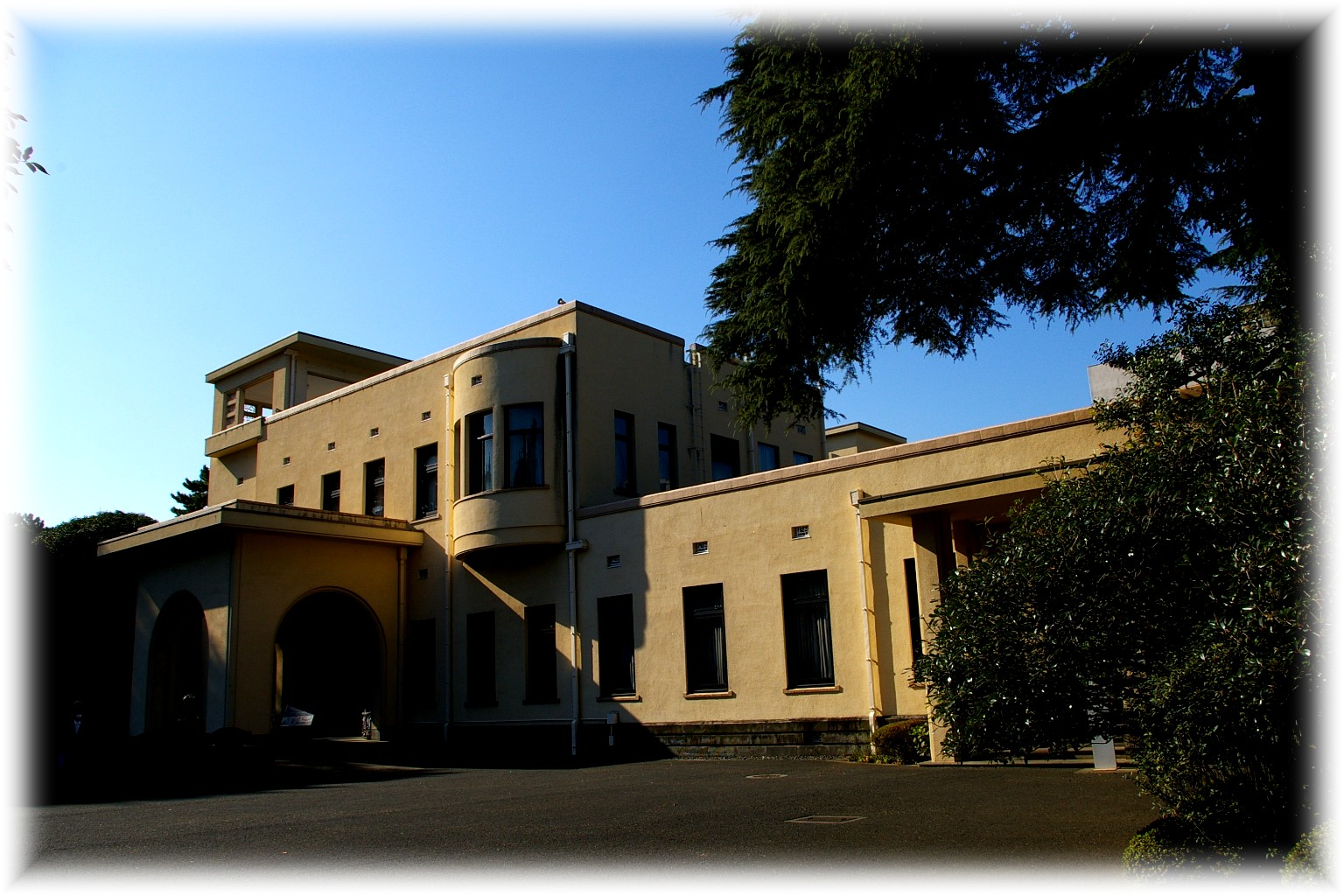
位於白金的舊朝香宮邸（現・東京都庭園美術館）

## 軍歷
- 1908年5月27日 日本陸軍士官學校畢業（20期）
- 1908年12月25日 陸軍步兵少尉・近衛步兵第2連隊任職
- 1910年12月 陸軍步兵中尉
- 1913年8月 陸軍步兵大尉
- 1914年11月 日本陸軍大學校畢業（26期）
- 1914年12月 步兵第61連隊中隊長
- 1915年12月 近衛步兵第3連隊任職
- 1916年11月 參謀本部任職
- 1918年7月 陸軍步兵少佐・步兵第1連隊大隊長
- 1920年1月 日本陸軍大學校任職
- 1922年8月 陸軍步兵中佐
- 1925年8月 陸軍步兵大佐
- 1926年6月 日本陸軍大學校教官
- 1929年12月 陸軍少將
- 1932年2月 歩兵第1旅團長
- 1933年8月1日 陸軍中將・近衛師團長
- 1935年12月2日 軍事參議官
- 1937年12月2日 上海派遣軍司令官
- 1938年3月14日 軍事參議官
- 1939年8月1日 陸軍大將
- 1942年4月4日 功一級金鵄勳章
- 1945年8月15日 終戰
- 1945年11月30日 預備役
- 1947年10月14日 脫離皇籍，賜姓改名為「朝香鳩彦」

### 引用
1. ↑  秦郁彦. . 東京大学出版会. : 8p. ISBN 9784130301350 （日语）.
2. ↑  米田雄介 小田部雄次. . 皇室事典編集委員会編著. : 132p. ISBN 9784121020116 （日语）.
3. ↑  大給湛子. . PHP研究所. : 83～86p. ISBN 9784569771724 （日语）.
4. ↑  鹿島茂. . 新潮社. : 111p. ISBN 9784106036507 （日语）.
5. ↑  樋口季一郎. . 芙蓉書房. : 234p. ISBN 9784829502266 （日语）.
6. ↑  .   [2022-10-29]. （原始内容存档于2021-02-21）.
7. ↑  . 東京都庭園美術館. : 5p. ISBN 9784908122095 （日语）.
8. ↑  Akira Fujiwara, Nitchû Sensô ni Okeru Horyo Gyakusatsu, Kikan Sensô Sekinin Kenkyû 9, 1995, p. 22
9. ↑  宋希濂. .   [2019-01-31]. （原始内容存档于2021-02-21）.
10. ↑  David Bergamini. . : 24p. ISBN 0688019056 （英语）.
11. ↑  津田道夫. . 商務印書館. : 34p  [2022-10-26]. ISBN 780148777X. （原始内容存档于2022-10-26） （中文（中国大陆））.
12. ↑  张纯如. . 中信出版社: 38p. ISBN 9787508637242 （中文（中国大陆））.
13. ↑  . 中共中央党史和文献研究院.   [2022-10-24]. （原始内容存档于2022-10-24） （中文（中国大陆））.
14. ↑  . sina新闻中心.   [2022-10-29]. （原始内容存档于2022年10月28日） （中文（中国大陆））.
15. ↑  . World War II Database.   [2022-10-29]. （原始内容存档于2022-10-28） （英语）.
16. ↑  . www.powtaiwan.org.   [2022-10-24]. （原始内容存档于2022-10-24）.
17. ↑  . www.nytimes.com.   [2022-10-24]. （原始内容存档于2016-03-05） （英语）.
18. ↑  . 東京都庭園美術館.   [2022-10-24]. （原始内容存档于2020-12-02） （日语）.